# Donnybrook-Balingup Shire
Donnybrook-Balingup Shire är en kommun i Western Australia, Australien. Kommunen, som är belägen 220 kilometer söder om Perth, i regionen South West, har en yta på 1 560 kvadratkilometer, och en folkmängd, enligt 2011 års folkräkning, på 5 320. Huvudort är Donnybrook.
Fram till 1970 var Donnybrook och Balingup separata kommuner, men slogs då samman till en.